# マルセリーノ・ヌニェス
マルセリーノ・イグナシオ・ヌニェス・エスピノーサ（Marcelino Ignacio Nuñez Espinoza, 2000年3月1日 - ）は、チリ・首都州レコレタ出身のサッカー選手。ノリッジ・シティFC所属。ポジションはMF。

## クラブ経歴
2014年にウニベルシダ・カトリカのユースアカデミーに入所し、2020年にトップチームに昇格。2月20日のデポルテス・イキケ戦でプロデビュー。3月11日のコパ・リベルタドーレス2020グループリーグ戦のアメリカ・デ・カリ戦でプロ初ゴールを記録。その後同年シーズンはCOVID-19による中断を経て、プロ1年目はリーグ戦20試合2ゴールを記録。カンペオナート AFP PlanVitalと国内カップ戦コパ・チレで優勝し、二冠王に輝いた。
2022年8月2日、ノリッジ・シティFCに移籍した。

## 代表経歴
2021年6月にコパ・アメリカ2021のチリ代表に選出されるも、不出場に終わり、代表も準々決勝でブラジルに敗れた。